# Маяк Стратфорд-Пойнт
Маяк Стратфорд-Пойнт (англ. Stratford Point Light) — маяк, расположенный на мысе Стратфорд-Пойнт на входе с западной стороны в устье реки Хусанотик в черте от города Стратфорд, округ Фэрфилд, штат Коннектикут, США. Построен в 1822 году. Автоматизирован в 1970 году.

## История
Ещё до строительства полноценного маяка на мысе Стратфорд-Пойнт местные жители поддерживали импровизированный сигнал в виде костра в железной корзине, подвешенной на дереве, предупреждающий моряков об опасности. 3 марта 1821 года Конгресс США выделил 4 000$ на строительство маяка. В 1822 году строительство было завершено. Маяк представлял собой восьмиугольную деревянную башню высотой 8,5 метров и деревянный двухэтажный дом смотрителя. Для освещения использовались масляные лампы. В 1855 году на маяк была установлена линза Френеля. Состояние деревянных построек ухудшалось, и в 1880 Конгресс выделил деньги на строительство нового маяка. В 1881 году строительство маяка было завершено. Новый маяк представлял собой кирпичную цилиндрическую обшитую железом башню высотой 12 метров, с железной площадкой и перилами на вершине. Новый кирпичный дом смотрителя был двухэтажным. Дополнительно была построена противотуманная колокольня. В 1911 году противотуманный сигнал был заменен на более современный, и вместо противотуманной колокольни была построена кирпичная хозяйственная постройка. Маяк был автоматизирован Береговой охраной США в 1970 году.
В 1990 году он был включен в Национальный реестр исторических мест.

## Фотографии
- открытка 1908 года